# Peene (Duitsland)
De Peene, Pools: Piana, is een rivier in de Duitse deelstaat Mecklenburg-Voor-Pommeren. De naam stamt uit het Slavisch en betekent beek of rivier. De grootsten van de vier bronrivieren heten Peene en Oostpeene. Na de samenloop in Malchin, stroomt zij in de Kummerower See. Achter Loitz stroomt zij door het grootste laagveengebied van Midden-Europa. De rivier mondt uit bij de stad Anklam in de naar de rivier vernoemde Peenestrom, een van de drie armen van de rivierdelta van de Oder. Voor de bronrivieren in elkaar samenstromen is de Peene opgedeeld in meerdere kleine riviertjes, die allemaal de naam Peene met nog een adjectief dragen. In haar benedenloop stroomt de Peene met een gering verval door een erg breed stroomdal, waarin zich meerdere natuurgebieden bevinden. Vanaf haar hoofdbron is de Peene 120 kilometer lang, maar dat is de kortste bovenloop. De langste loop, gemeten van een bron met de naam "Peene" naar de monding bij Anklam meet 138 km. De Peene heeft een sterkere en langere zijrivier, de Tollense, die bij Demmin in haar uitmondt.
Vanuit de Kummerower See naar de monding ligt de bodem van de Peene meer dan een meter onder zeeniveau, en het gemiddelde peil van de Kummerower See is slechts 15 cm hoger dan dat van de zee. Noordenwinden veroorzaken vaak een kentering van het verval en van de stroming.

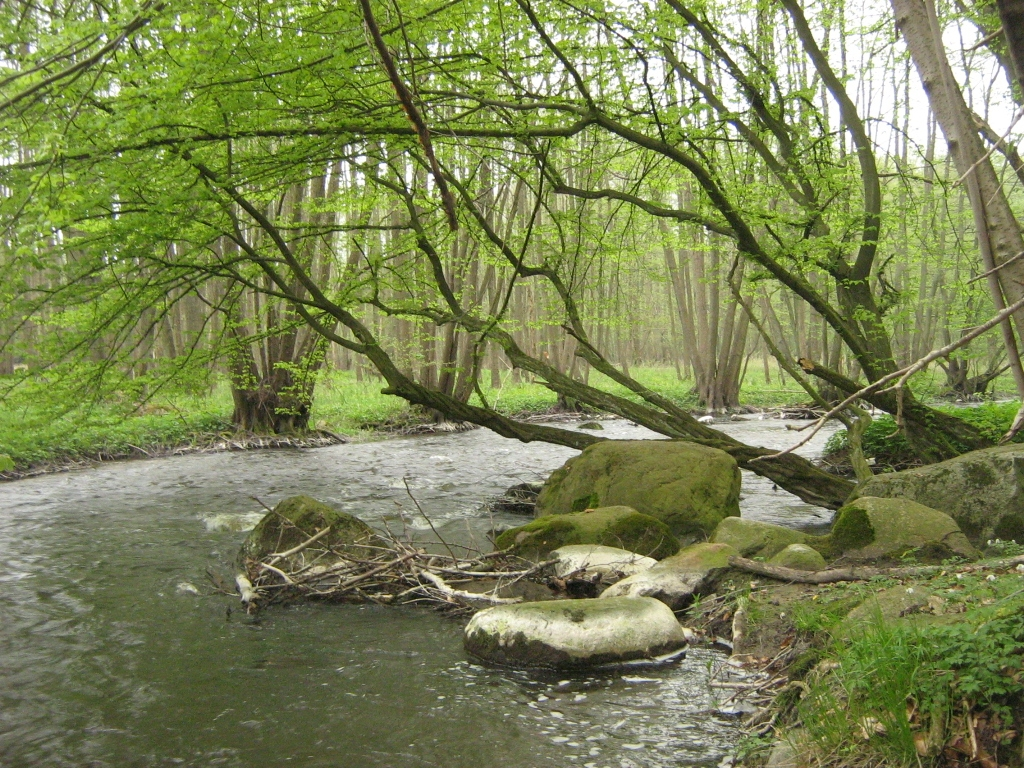
Oostpeene boven Malchin
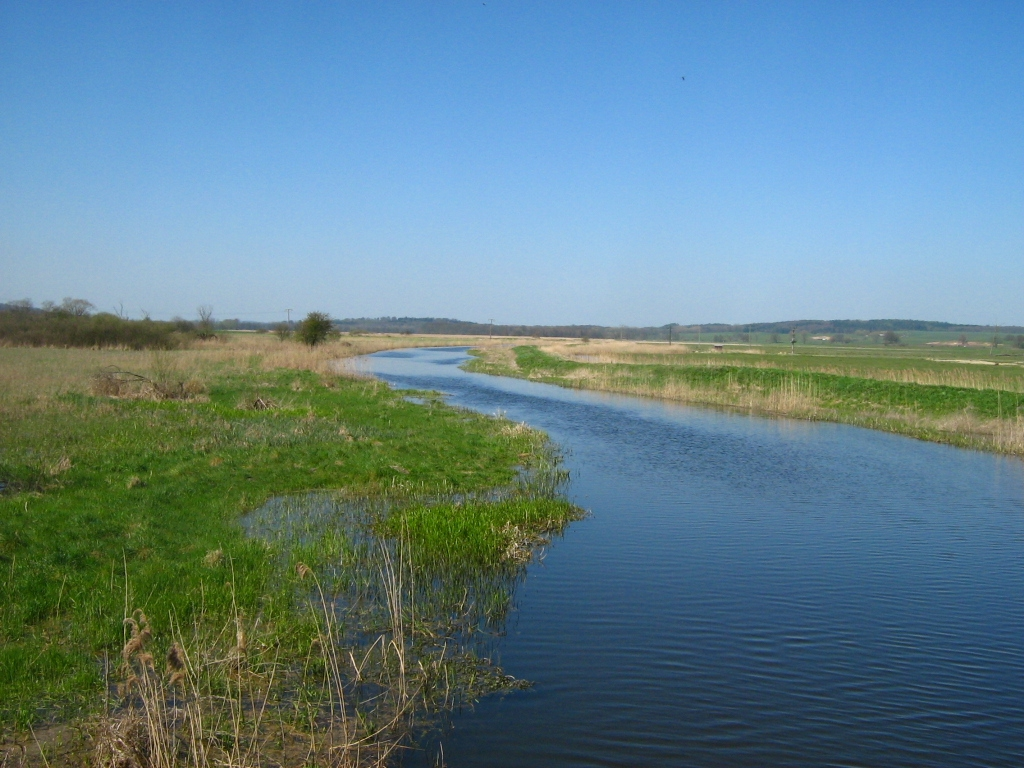
Teterower Peene boven Neukalen
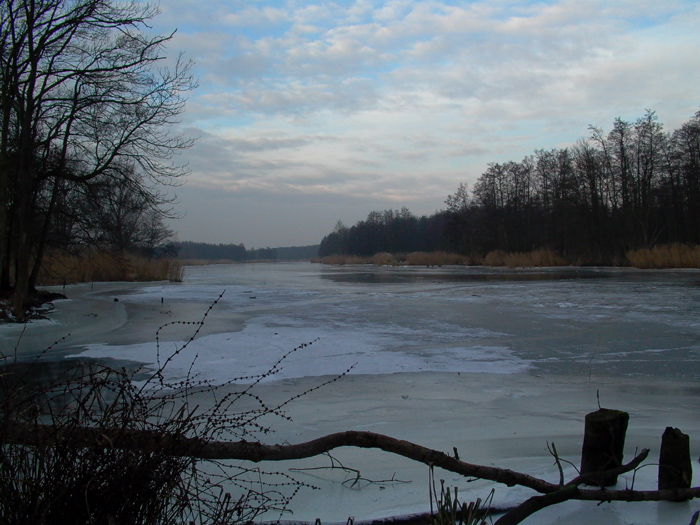
De Peene in de buurt van Stolpe

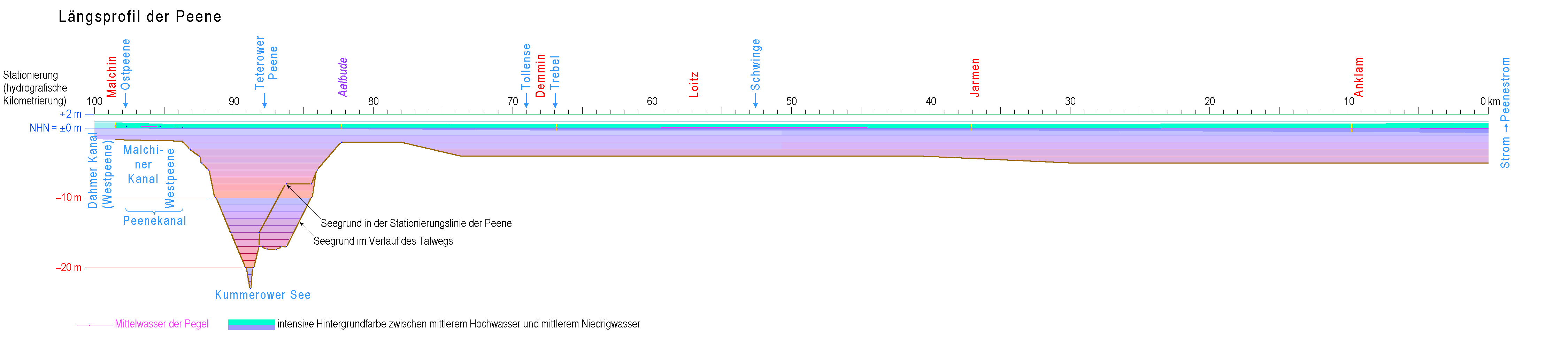
Langsprofiel van de Peene van de haven van Malchin tot de monding bij Anklam

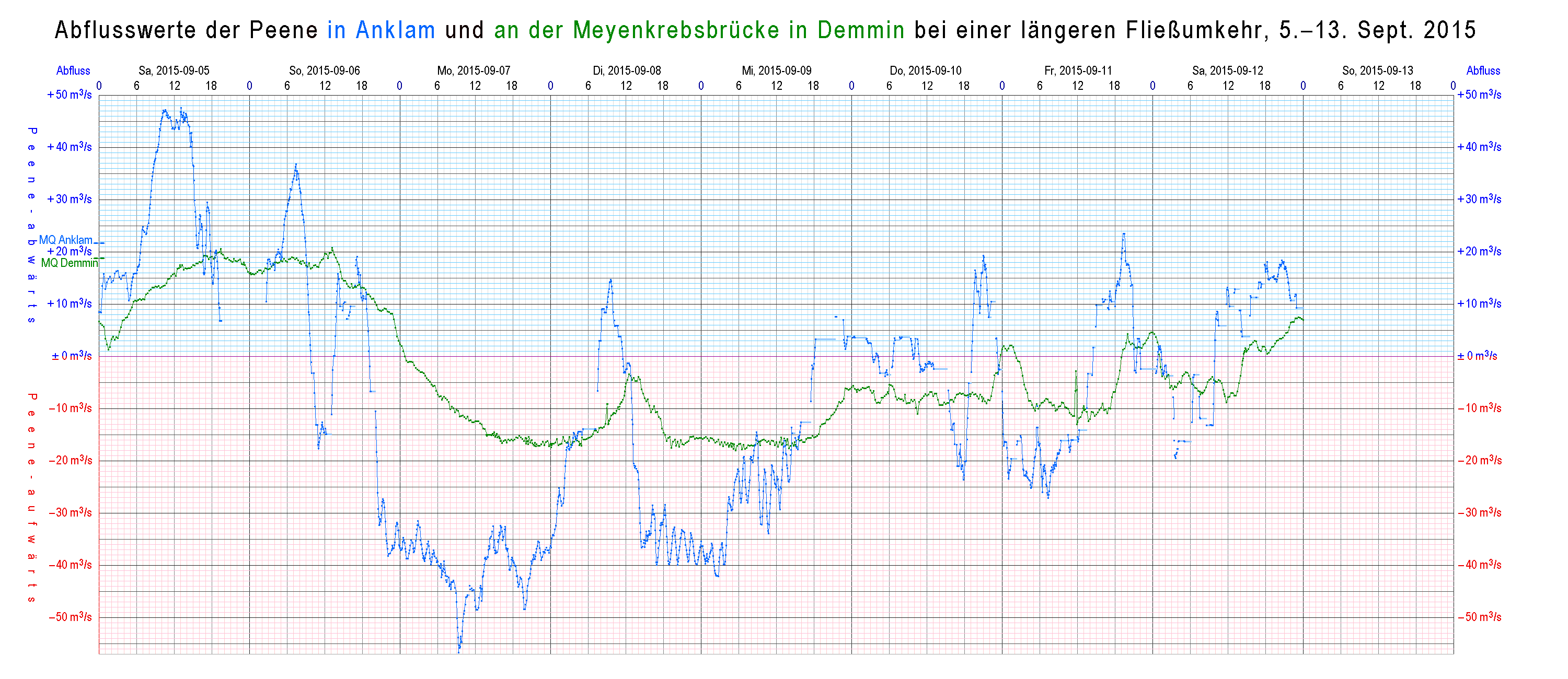
Deze kentering van de stroomrichting duurde één week; debieten aan de peilen in Anklam en in Demmin

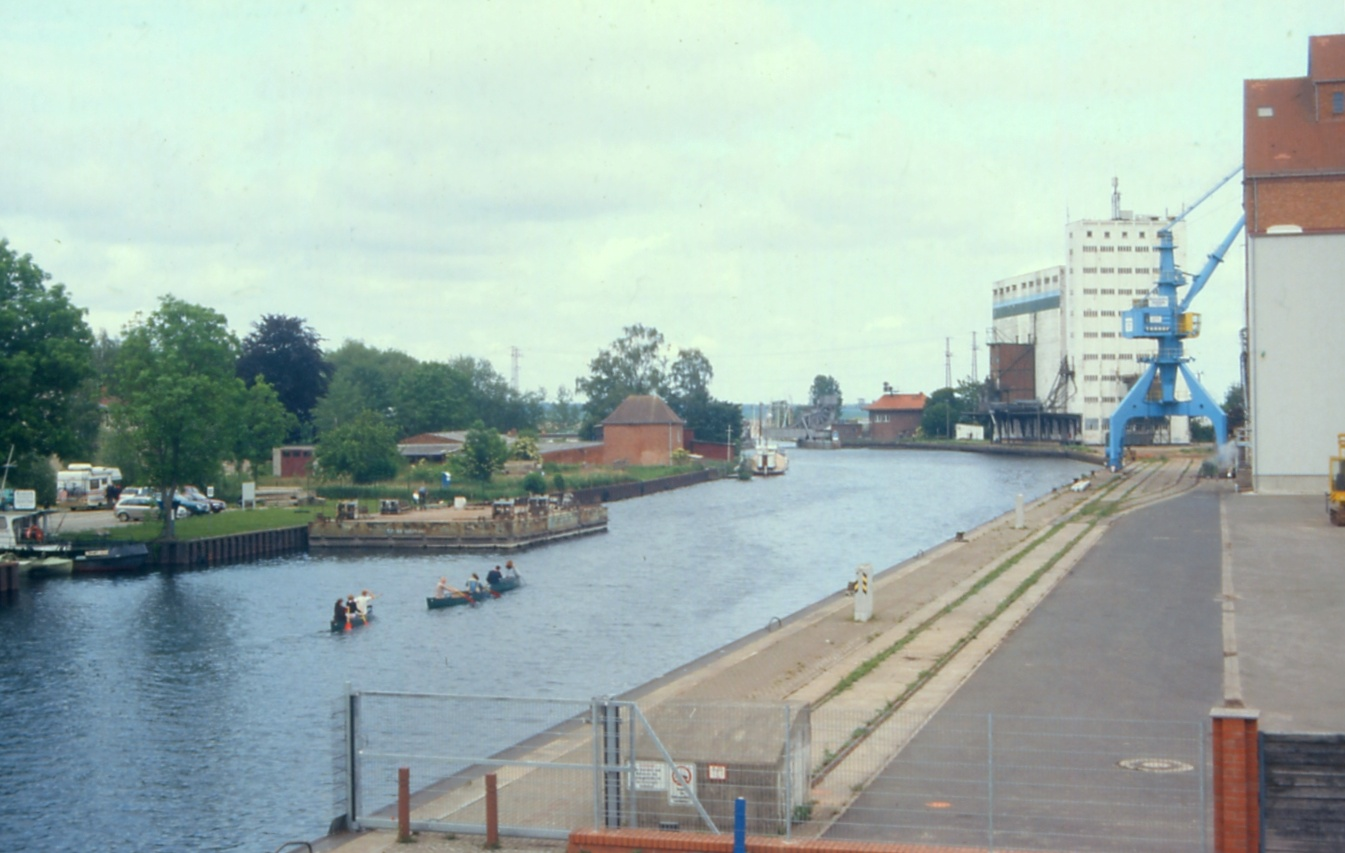
De Peene in Anklam

- Gemeinsame Normdatei: 4663487-3
- Virtual International Authority File: 234787115